# Brigade des martyrs Riyad-us Saliheen
Riyad-us-Saliheen (en russe : Риядус-Салихийн, également translittéré Riyadus-Salikhin, Riyad us-Saliheyn ou Riyad us-Salihiin) était le nom d’une formation armée se réclamant du « martyre » (shahid) et recourant aux attentats-suicides. Fondée sous l’égide de l’émir tchétchène Chamil Bassaïev, cette organisation fut classée comme terroriste par les États-Unis en février 2004, puis par les Nations unies en mars de la même année. Après une période de latence, elle fut réactivée en 2009 par l’Émirat du Caucase, sous le commandement de Said Bouriatsky. À la mort de ce dernier, Aslan Byutukayev lui succéda à sa tête. 

## Histoire
Le bataillon Riyad-us Saliheen était une formation paramilitaire tchétchène de faible effectif (estimé entre 20 et 50 membres à son apogée), fondée en octobre 1999 par Chamil Bassaïev. Ce groupe, structuré en unité autonome, se consacrait principalement à des opérations de reconnaissance et de sabotage, constitué en réplique aux bombardements russes sur Grozny durant la seconde guerre de Tchétchénie. Sous l’égide de Bassaïev, le bataillon revendiqua plusieurs attentats meurtriers en Tchétchénie et en Russie continentale. Parmi les plus notoires figurent :
- l’attentat contre le siège du gouvernement tchétchène à Grozny (2002), faisant plus de 80 victimes ;
- l’attaque au camion piégé visant la direction locale du FSB à Znamenskoïe (2003), qui causa la mort d’une cinquantaine de personnes ;
- la destruction d’un hôpital militaire russe à Mozdok (2003), coûtant la vie à au moins 50 individus ;
- une série d’attentats-suicides surnommés « Opération Boomerang » (2003-2004), perpétrés en partie par des femmes, frappant Moscou et d’autres villes russes et culminant avec l’explosion simultanée de deux avions de ligne (90 morts).

Le groupe assuma également la responsabilité des prises d’otages du Théâtre de Moscou (2002) et de Beslan (2004), épisodes tragiques ayant entraîné la disparition de plus de 500 civils. En 2005, sous la pression du président séparatiste tchétchène Abdoul-Khalim Saïdoullaïev, Bassaïev aurait dissous la formation, condition posée à son intégration officielle dans les structures dirigeantes de la résistance. Quoi qu’il en soit, le bataillon ne manifesta plus aucune activité après septembre 2004, marquant ainsi sa disparition de facto.
Début 2009, Dokou Oumarov, alors émir des moudjahidines du Caucase, proclama la reconstitution de son groupe sous l’appellation de Brigade des Martyrs de Riyad-us-Saliheen — bien que la mention « tchétchène » en fût absente, les médias continuant toutefois de l’y associer. Il affirmait alors disposer de vingt hommes prêts à mener des « opérations martyres ». Dès lors, cette formation, désormais plus hétérogène sur le plan ethnique, revendiqua une série d’attentats-suicides et d’assauts meurtriers dans les républiques russes du Caucase du Nord et au-delà. Parmi ces actions figuraient : L’attentat à la voiture piégée de Nazran en 2009, qui causa la mort d’au moins vingt-cinq personnes au siège de la police ingouche ; Une tentative d’assassinat visant le président de l’Ingouchie, Iounous-Bek Ievkourov, par le même procédé ; Plusieurs attaques-suicides, moins spectaculaires mais répétées, ayant décimé des dizaines de policiers en Tchétchénie et en Ingouchie, puis, à compter de 2010, au Daghestan. Par ailleurs, la brigade s’attribua la responsabilité de la catastrophe du barrage de Saïano-Chouchensk (2009). Certaines sources l’accusèrent également d’être à l’origine : Des attentats du métro de Moscou (2010) ; De l’explosion à l’aéroport Domodedovo (2011). Ces allégations, toutefois, ne firent pas l’unanimité parmi les observateurs. 
La dernière opération attribuée à la Brigade fut l’assassinat du criminel de guerre russe Iouri Boudanov, condamné à Moscou le 10 juin 2011. Toutefois, cette assertion fut contestée dès le jour suivant par le site insurgé Kavkaz Center, jetant le trouble sur la véracité des revendications initiales.